# Lobith
Lobith ist ein Dorf in der Gemeinde Zevenaar in der niederländischen Provinz Gelderland. Es liegt an der deutschen Grenze und nahe dem Rhein.

## Geschichte
Lobith wurde bereits Anfang des 13. Jahrhunderts als Zollstelle der Grafen von Geldern erwähnt. In einer Urkunde vom März 1222 ermächtigt der Kaiser Friedrich II. Graf Gerhard von Geldern den Rheinzoll von Arnheim nach Lobith zu verlegen. Da der Erzbischof von Köln gegen diese Verlegung war, wurde die Erlaubnis vom Kaiser in einer weiteren Urkunde im März des gleichen Jahres nochmals bekräftigt. Darauf bestätigte nun auch der Erzbischof Engelbert I. von Köln schriftlich sein Einverständnis mit dieser Verlegung nach Lobith. Lobith war später auch von Bedeutung wegen der Grenzabfertigung der Rheinschifffahrt.
Lobith war 1817 nach der preußisch-niederländischen Grenzregulierung kurzzeitig provisorisch eine eigenständige Gemeinde, wurde aber 1818 in die Gemeinde Herwen en Aerdt eingegliedert.
1985 bis 2017 gehörte Lobith zur Gemeinde Rijnwaarden als Sitz der Gemeindeverwaltung, zum 1. Januar 2018 wurden deren Gemeindeteile in Zevenaar eingegliedert.

## Sehenswürdigkeiten
- Evangelische Kirche von 1660
- Marienkirche von 1887
- Getreidemühle von 1888